# Menhir von Glenoge
Der Menhir von Glenoge (auch Cloghstailragh genannt) steht im gleichnamigen Townland (irisch Gleann Óg, „Junges Tal“) westlich von Tullow im County Carlow in Irland. Es ist ein gerillter Stein, wie er für Menhire (englisch Standing stones) im County Carlow typisch ist (Ardristan, Ballyellin). 
Auf der östlichen Seite befinden sich drei tiefe vertikale Rillen, die sich fast die über die gesamte Höhe des Steins ausdehnen. Auf der westlichen Seite ist eine tiefe einzelne Nut. Er ist etwa 1,8 m hoch, 1,6 m breit und 1,5 m dick. Die Nordseite des Steins steht vertikal, während die Südseite gewölbt ist. 
Der Stein befindet sich auf einem kleinen Hügel, in der Mitte eines Feldes in Sichtweite der Steinkiste von Baunogenasraid.